# Марк Леторий Планциан
Марк Лето́рий Планциа́н (лат. Marcus Laetorius Plancianus; умер после 257 года до н. э.) — римский политический деятель из плебейского рода Леториев, начальник конницы в 257 году до н. э. при диктаторе Квинте Огульнии Галле. Упоминается только в одном источнике — Капитолийских фастах. Известно, что Квинт и Марк были назначены для организации Латинских празднеств, так как оба консула тогда находились в Сицилии. Отец и дед Планциана носили тот же преномен, Марк.